# ブルース・ウェルチ
ブルース・ウェルチOBE（Bruce Welch、出生名：ブルース・クリップス Bruce Cripps、1941年11月2日 - ）は、イギリスのロック・ギタリスト、作詞家、作曲家、音楽プロデューサー。1950年代から活躍するエレキ・グループ、シャドウズのメンバーとして著名。

## キャリア
サセックスのボグナーリージス出身。彼の両親は正式に結婚はしておらず、ブルース少年は母とともに暮らしたが6歳の時に死別、ダラムに住む叔母に育てられる。ギターを覚え、14歳の時にスキッフル・グループ、ザ・レイルローダーズを結成する。
しばらくして、ウェルチの学友ブライアン・ランキン（後のハンク・マーヴィン）がグループに加入、1958年にバンド・コンテストの決勝に出場するためロンドンに出る。優勝は逃したものの、一緒に出場していた他のバンドのメンバーと合体し、新たにザ・ファイヴ・チェスターナッツを結成。
1958年9月、ウェルチはマーヴィンとともにクリフ・リチャードのバックバンド、ザ・ドリフターズに加入。以降現在まで数度のブランクを挟みながらも中心メンバーとして活動を続けている。クリフ・リチャード、シャドウズのいくつかのNo.1ヒットを作曲したほか、リチャードやかつての婚約者オリビア・ニュートン＝ジョンの作品のプロデュースも手がけた。
また彼のソロ作品「プリーズ・ミスター・プリーズ」(Please Mr. Please) は、彼のバージョンはヒットしなかったものの、のちの1975年にニュートン＝ジョンのカバー・バージョンがアメリカのポップス・チャートの10位まで上昇した。
彼は1989年10月12日からウエスト・エンドで上演された、バディ・ホリーの生涯を題材にしたミュージカル「バディ」(Buddy - The Buddy Holly Story) の音楽監督も務めた。
ウェルチは時折ムーンライト・シャドウズ（シャドウズ・スタイルのバンド）でプレイするほか、1998年から2008年にはシャドウマニアとしても活動した。
2004年には、永年の音楽業界への貢献に対しOBE(大英勲章第四位)を叙勲。